# 武居代次郎

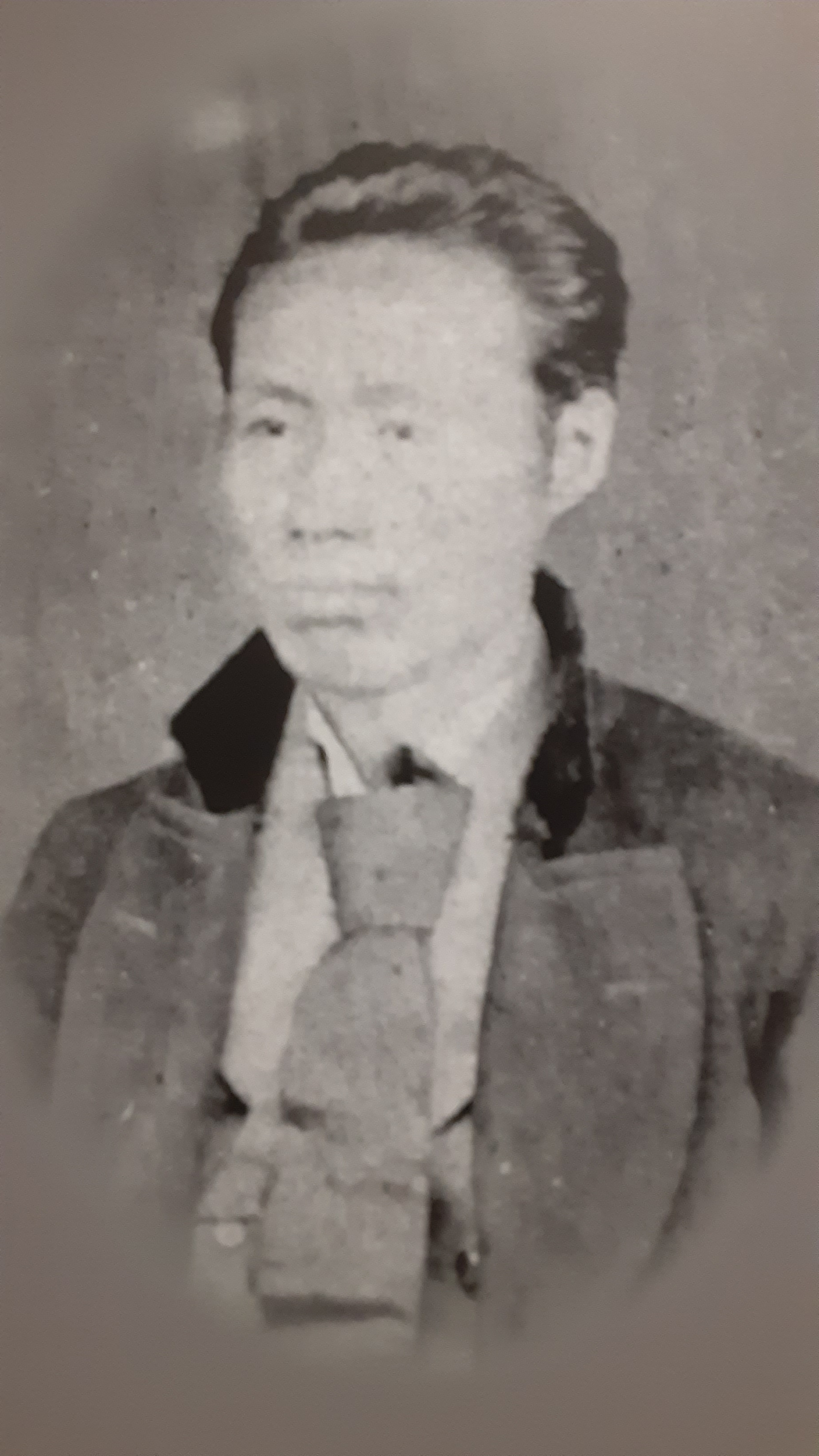

武居 代次郎（たけい だいじろう、1838年 - 1896年）は、長野県諏訪郡平野村（現・岡谷市）の製糸家。諏訪式繰糸機
の開発者として知られる。代々続く糸商に生まれる(3代目武居代次郎)。

## 概要
明治維新による開国により、政府は輸出品目として生糸を重要視し、富岡製糸場を開設する(1872年)等、増産の機運が高まった。
当時ヨーロッパより導入された繰糸機械は2種類。富岡製糸場へと官営輸入されたフランス式繰糸機と、民間輸入のイタリア式繰糸機である。イタリア式を輸入した小野組の援助を受け、2代目武居代次郎が現在の岡谷市間下にてイタリア式を模した洋式器械を操業(18釜)するも、成功せずに病没(1873年)。その遺志を継ぐ形で3代目武居代次郎が製糸に取組む事になった。
代次郎は先代の失敗から、他工場の操業状況の調査、イタリア式・フランス式繰糸機の長短を分析、特に繰糸器械の研究には没頭したと伝えられ、"道楽キカイ"のあだ名も伝えられる。
こうして諏訪式繰糸機は、ケンネル方式(伊)/煮繰兼業(仏)/再繰方式(仏)を採用、資材は出来るだけ木材を使い釜も陶器にする等、高性能・低価格で完成度の高い繰糸機として1875年にはほぼ出来上がった。代次郎は他9名の共同出資により、中山社を開業した(100人繰り 岡谷市中山地籍1875)。
この諏訪式繰糸機は、岡谷の製糸工場のモデルとなり、全国規模で普及する事となった。ヨーロッパからの導入機から、短期間で日本に適合したスタイルを確立した事は、その後の急速な生糸増産に大きな役割を果たしたと評価される。
同じ地域(現・岡谷市川岸)の片倉兼太郎等、同時代の製糸家たちに大きな影響を与えた。